# Ponteyraud
Ponteyraud (en occitano Pont Airaud) era una comuna francesa situada en el departamento de Dordoña, de la región de Nueva Aquitania, que el 1 de enero de 2017 pasó a ser una comuna delegada de la comuna nueva de La Jemaye-Ponteyraud al fusionarse con la comuna de La Jemaye.

## Demografía
| Gráfica de evolución demográfica de Ponteyraud entre 1800 y 2014 |
|                                                                  |

Los datos demográficos contemplados en este gráfico de la comuna de Ponteyraud se han cogido de 1800 a 1999 de la página francesa EHESS/Cassini, y los demás datos de la página del INSEE.